# Micheldorf in Oberösterreich
Micheldorf in Oberösterreich – gmina targowa w Austrii, w kraju związkowym Górna Austria, w powiecie Kirchdorf an der Krems. Liczy 5816 mieszkańców.

## Współpraca
Miejscowość partnerska:
- Micheldorf, Karyntia